# Orzechów Nowy (gromada)
Orzechów Nowy – dawna gromada, czyli najmniejsza jednostka podziału terytorialnego Polskiej Rzeczypospolitej Ludowej w latach 1954–1972.
Gromady, z gromadzkimi radami narodowymi (GRN) jako organami władzy najniższego stopnia na wsi, funkcjonowały od reformy reorganizującej administrację wiejską przeprowadzonej jesienią 1954 do momentu ich zniesienia z dniem 1 stycznia 1973, tym samym wypierając organizację gminną w latach 1954–1972.
Gromadę Orzechów Nowy z siedzibą GRN w Orzechowie Nowym (w obecnym brzmieniu Nowy Orzechów) utworzono – jako jedną z 8759 gromad na obszarze Polski – w powiecie włodawskim w woj. lubelskim na mocy uchwały nr 17 WRN w Lublinie z dnia 5 października 1954. W skład jednostki weszły obszary dotychczasowych gromad Orzechów, Orzechów Stary i Orzechów Nowy ze zniesionej gminy Uścimów oraz obszar dotychczasowej gromady Lejno wraz z miejscowością Komarówka wieś z dotychczasowej gromady Komarówka ze zniesionej gminy Wola Wereszczyńska w tymże powiecie. Dla gromady ustalono 12 członków gromadzkiej rady narodowej.
29 lutego 1956 z gromady Orzechów Nowy wyłączono kolonię Bobryk, włączając ją do gromady Uścimów w tymże powiecie.
1 stycznia 1957 gromadę włączono do powiatu parczewskiego w tymże województwie.
1 stycznia 1960 gromadę zniesiono, włączając jej obszar do gromad Sosnowica (wsie Komarówka, Lejno, Orzechów Nowy, Zamłynice i Orzechów Stary oraz kolonię Dalczekąt) i Uścimów (kolonię Orzechów) w tymże powiecie.